# Syzygium georgeae
Syzygium georgeae är en myrtenväxtart som beskrevs av Peter Shaw Ashton. Syzygium georgeae ingår i släktet Syzygium och familjen myrtenväxter. Inga underarter finns listade i Catalogue of Life.